# 耶涯大坝
耶涯大坝是缅甸目前已经竣工的最大的水电站项目，属于缅甸的国家重点工程，号称“缅甸的三峡工程”。坐落在距曼德勒直线距离52公里的皎施镇区耶瓦村附近密埃河，总装机容量790兆瓦（79万千瓦，4台发电机组），由中华人民共和国帮助建成，2011年11月全部建成并网发电并全部由中国水电移交缅甸。为碾压混凝土重力坝（RCC），坝顶高程197米，最大坝高137米，顶宽12米，溢流堰顶高程185米。 